# SI-Modell
Das SI-Modell stellt in der mathematischen Epidemiologie, einem Teilgebiet der theoretischen Biologie, einen besonders einfachen Ansatz zur Beschreibung der Ausbreitung von ansteckenden Krankheiten dar, wobei alle Gesunden letztendlich infiziert werden. – Die Beschreibung des SI-Modells wird aus Anlass der COVID-19-Pandemie ergänzt um das Verhalten bei der Bekämpfung einer solchen Ausbreitung, um selbiges in den Grundzügen qualitativ zu verstehen. Letzterem liegen zwei Ideen zugrunde: Die Analogie zur erzwungenen Schwingung und bezüglich dieses Zwanges die Einbindung dieses Modells in einen Regelkreis, wodurch es infolge der Inkubations- und weiterer Totzeiten zu einem unsteten Verhalten kommt. Der Zwang verbunden mit dem unsteten Verhalten ist der Population/Gesellschaft zuwider.
Das stufenweise epidemische Verhalten sowie das mehrfache Wechselspiel von Welle und Lockdown und verschiedene Varianten des Lockdowns lassen sich mit diesem einfachen Ansatz insbesondere qualitativ weniger quantitativ erklären.

## Modellbeschreibung
Bezeichnen zum Zeitpunkt {\textstyle t}
{\displaystyle S(t)} die gesunden, noch nicht angesteckten Individuen (susceptible individuals S)
{\displaystyle I(t)} die kranken, schon angesteckten Individuen (infectious individuals I),
und wird zur Vereinfachung angenommen
{\textstyle I(t)+S(t)=N={\text{const.}}},
d. h. die betrachtete Population besteht zu jedem Zeitpunkt {\textstyle t} aus {\textstyle N} Individuen (womit Geburten und Sterbefälle nicht berücksichtigt werden). D. h. die Zunahme der infizierten Individuen in einer Zeitspanne entspricht der Abnahme der gesunden Individuen in der Zeitspanne.
Die Ausbreitungsgeschwindigkeit der Krankheit ist statistisch zum einen abhängig von der Anzahl der erkrankten Individuen (also der Anzahl der Keimträger), zum anderen abhängig von der Anzahl der Individuen, die noch angesteckt werden können. Dabei wird vorausgesetzt, dass einmal Infizierte sich nach Gesundung nicht ein weiteres Mal infizieren.
Der einfachste Lösungsansatz verwendet eine lineare funktionelle Antwort nach Art des Massenwirkungsgesetzes mit einem Wechselwirkungsterm {\textstyle c}:
{\displaystyle {\frac {\mathrm {d} S}{\mathrm {d} t}}=-c\cdot I(t)\cdot S(t)},
{\displaystyle {\frac {\mathrm {d} I}{\mathrm {d} t}}=c\cdot I(t)\cdot S(t)}.
Hierbei kann das Produkt {\textstyle I(t)\cdot S(t)} als die Anzahl der Kontakte interpretiert werden, wenn alle Gesunden mit allen Infizierten interagieren, und der Faktor {\textstyle c} bestimmt die hieraus entstehenden neuen Infektionen (Infektionsrate). Unter Ausnutzung des obigen Erhaltungssatzes folgt:
{\displaystyle {\frac {\mathrm {d} I}{\mathrm {d} t}}=c\cdot I(t)\left(N-I(t)\right)=c\cdot N\cdot I(t)\left(1-{\frac {I(t)}{N}}\right)}.
Der Proportionalitätsfaktor cN bestimmt sich aus dem anfänglichen exponentielle Wachstum. Hierfür gilt {\displaystyle I(t)\ll N} und die obige Differentialgleichung geht über in
{\displaystyle {\frac {\mathrm {d} I}{\mathrm {d} t}}=c\cdot N\cdot I(t)=r\cdot I(t)}
mit {\displaystyle r} als der als Replikationsrate (reziproke Halbwertszeit) unabhängig von der Gesamtpopulation {\displaystyle N}. Daraus folgt:
{\displaystyle {\frac {\mathrm {d} I}{\mathrm {d} t}}=r\cdot I\cdot \left(1-{\frac {I}{N}}\right)}. (DG-0)
Werden die beiden bestimmenden Differentialgleichungen wie folgt geschrieben:
{\displaystyle {\frac {\mathrm {d} S}{\mathrm {d} t}}=-\left[r\cdot S(t)\right]\cdot I(t)},
{\displaystyle {\frac {\mathrm {d} I}{\mathrm {d} t}}=\left[r\cdot I(t)\right]\cdot S(t)}
ergibt sich der Vergleich mit dem Räuber-Beute-Verhalten (Infizierte-Gesunde!). Jedoch führt dies hier nicht zu einer Schwingungsgleichung wie beim Räuber-Beute-Verhalten.
Erweiterungen des SI-Modells sind das SIS-Modell, in dem Individuen gesunden können, und das SIR-Modell, bei dem Individuen immun gegen die Krankheit werden können.
Die Replikationsrate r ist abhängig von
- der Wirksamkeit der Übertragung zwischen den Kontaktpartnern bzw. deren Reaktion miteinander und
- der Häufigkeit der Kontakte (Anzahl der Kontakte pro Zeitspanne), diese wiederum ist abhängig von
  - der Beweglichkeit, der Geschwindigkeit der Partner und
  - der Dichte der Partner (Anzahl Partner pro Volumen)[1] sowie
  - dem Wirkungsquerschnitt der Partner

## Analytische Lösung der Differentialgleichung des SI-Modells (DG-0)

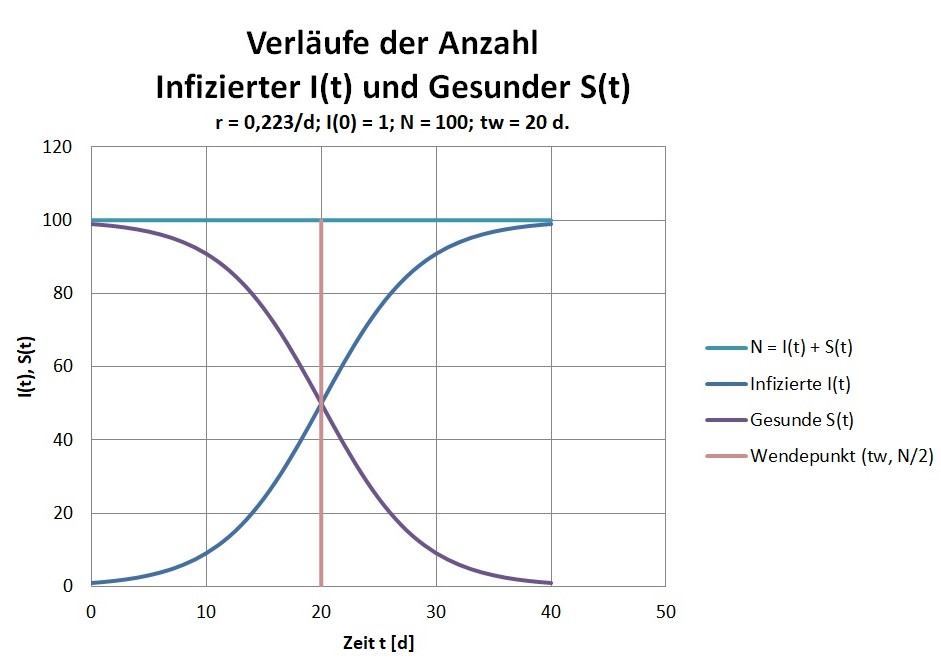
Verläufe der Anzahl Infizierter I und Gesunder S

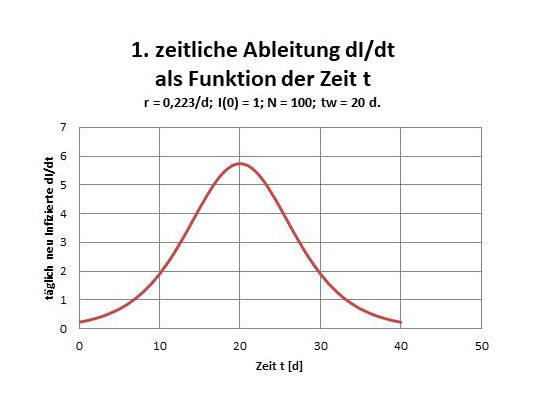
1. Ableitung der Infizierten I als Funktion der Zeit t

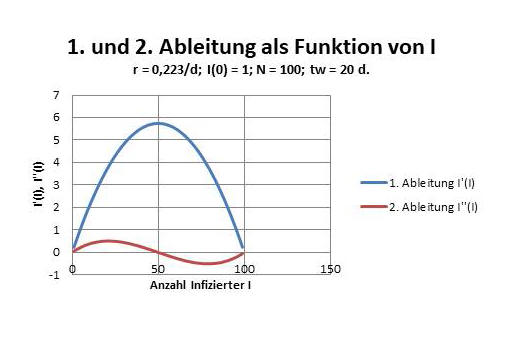
1. und 2. Ableitung der Infizierten I als Funktion von I

Gemäß Integraltabelle lautet die Lösung dieser Differentialgleichung für {\displaystyle I(t)}:
{\displaystyle I(t)={\frac {N}{1+\left({\frac {N}{I(0)}}-1\right)\cdot e^{-rt}}}={\frac {N}{1+e^{-r\left(t-t_{w}\right)}}}}
mit der Zeit für den Wendepunkt von I(t)
{\displaystyle t_{w}={\frac {\ln \left({\frac {N}{I\left(0\right)}}-1\right)}{r}}}.
Gemäß Erhaltungssatz ergibt sich für die komplementäre Variable {\displaystyle S}:
{\displaystyle {\frac {\mathrm {d} S}{\mathrm {d} t}}=-r\cdot S\cdot \left(1-{\frac {S}{N}}\right)} und
{\displaystyle S(t)={\frac {N\cdot e^{-r\left(t-t_{w}\right)}}{1+e^{-r\left(t-t_{w}\right)}}}={\frac {N}{1+e^{r\left(t-t_{w}\right)}}}}.
Es gilt:
{\displaystyle I(\infty )=N},
{\displaystyle {\frac {\mathrm {d} I}{\mathrm {d} t}}={\frac {r\cdot N\cdot ({\frac {N}{I(0)}}-1)\cdot e^{-rt}}{[1+({\frac {N}{I(0)}}-1)\cdot e^{-rt}]^{2}}}}.
Mit Worten: Es werden alle Gesunden infiziert.
Die erste zeitliche Ableitung von {\displaystyle I(t)} ist eine Gleichung zweiten Grades bezüglich {\displaystyle N} mit den Nullstellen 0 und {\displaystyle N}. Das Maximum tritt am Wendepunkt von {\displaystyle I(t)} ein bei
{\displaystyle {\frac {\mathrm {d} I}{\mathrm {d} t}}|t_{w}={\frac {r\cdot N}{4}}}.
Von Interesse ist weiterhin die zweite zeitliche Ableitung von {\displaystyle I(t)}:
{\displaystyle {\frac {\mathrm {d} ^{2}I}{\mathrm {d} t^{2}}}=r^{2}\cdot N\cdot \left(1-{\frac {2I}{N}}\right)\cdot \left(1-{\frac {I}{N}}\right)}.
Dieselbe hat drei Nullstellen bei 0, N/2 und N. Zwischen den ersten beiden Nullstellen liegt ein Maximum:
{\displaystyle I_{1}={\frac {N}{2}}\cdot \left(1-{\frac {1}{\sqrt {3}}}\right)=0{,}2213\cdot N},
{\displaystyle {\frac {\mathrm {d} ^{2}I}{\mathrm {d} t^{2}}}|I_{1}={\frac {r^{2}\cdot N}{6\cdot {\sqrt {3}}}}=0{,}09623\cdot r^{2}\cdot N},
zwischen den letzten beiden Nullstellen ein Minimum:
{\displaystyle I_{2}={\frac {N}{2}}\cdot \left(1+{\frac {1}{\sqrt {3}}}\right)=0{,}77887\cdot N},
{\displaystyle {\frac {\mathrm {d} ^{2}I}{\mathrm {d} t^{2}}}|I_{2}=-{\frac {\mathrm {d} ^{2}I}{\mathrm {d} t^{2}}}|I_{1}=-0{,}09623\cdot r^{2}\cdot N.}
Zur Bestimmung von {\displaystyle r} und {\displaystyle N} einer realen Verteilung eignet sich die relative zeitliche Änderung von {\displaystyle I(t)}, {\displaystyle Q} genannt:
{\displaystyle Q(t)\equiv {\frac {\frac {\mathrm {d} I}{\mathrm {d} t}}{I}}=r\cdot \left(1-{\frac {I}{N}}\right)}.
Q(I) ist linear fallend mit steigendem I. Es gilt
{\displaystyle Q(I=0)=r},
{\displaystyle Q(I=N)=0}.
Mittels Regressionsanalyse z. B. lässt sich auf diese Weise {\displaystyle r} und {\displaystyle N} für eine reale Verteilung einfach und schnell bestimmen.

## Reproduktionsrate des Robert Koch-Institutes im SI-Modell

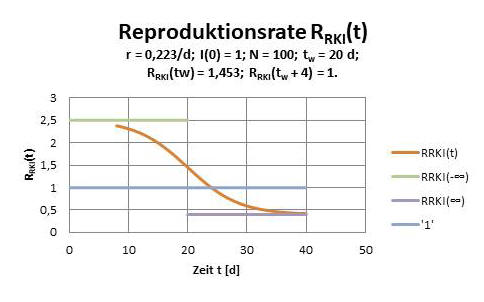
Reproduktionsrate des Robert Koch-Institutes im SI-Modell

Für Verteilungen dieser Art sind bei der COVID-19-Pandemie eine Reproduktionsrate gemäß dem Robert Koch-Institut RRKI auch R-Wert genannt, bedeutend geworden:
{\displaystyle R_{\text{RKI}}(t)={\frac {I(t)-I(t-s)}{I(t-s)-I(t-2s)}}} mit {\displaystyle s=4} und {\displaystyle t\geq 2s}.
Wird I(t) durch die Lösungsfunktion ersetzt, ergibt sich
{\displaystyle R_{\text{RKI}}(t)=e^{-rs}\cdot {\frac {1+({\frac {N}{I(0)}}-1)e^{-r\left(t-2s\right)}}{1+({\frac {N}{I(0)}}-1)e^{-rt}}}}
mit
{\displaystyle R_{\text{RKI}}(-\infty )=e^{rs}},
{\displaystyle R_{\text{RKI}}(2s)=e^{-rs}\cdot {\frac {1+({\frac {N}{I(0)}}-1)}{1+({\frac {N}{I(0)}}-1)\cdot e^{-2rs}}}\thickapprox e^{rs}},
{\displaystyle R_{\text{RKI}}(\infty )=e^{-rs}} .
Der R-Wert hat folgende weiteren Eigenschaften:
{\displaystyle R_{\text{RKI}}(t_{w})={\frac {e^{rs}+e^{-rs}}{2}}},
{\displaystyle R_{\text{RKI}}(t_{w}+s)=1},
{\displaystyle R_{\text{RKI}}(I)=e^{rs}-{\frac {e^{rs}-e^{-rs}}{N}}\cdot I}.
Der R-Wert ist folglich linear fallend mit zunehmenden Infektionszahlen.

## Bekämpfung der Infektion gemäß SI-Modell
oder zwangsweise Linearisierung des exponentiellen Wachstums des Infektionsstromes.
Entscheidend für die Notwendigkeit zur Bekämpfung einer Infektion/Epidemie/Pandemie gemäß diesem Modell charakterisiert durch die Differentialgleichung DG-0 ist der aktuelle Infektionsstrom, welcher von rI0(1 – I0/N) bis zum Maximum rN/4 anwächst. Sollte derselbe die medizinischen Möglichkeiten überschreiten können, bestehen zwei Möglichkeiten, denselben zu reduzieren:
- durch Reduktion der Replikationsrate {\displaystyle r} (Hygienemaßnahmen, Abstand usw.) und
- durch Reduktion der Gesunden durch Immunisierung (Impfung usw.), also Reduktion von {\displaystyle N}.

Beide Fälle werden nachfolgend an überschaubaren Beispielen untersucht, um das prinzipielle Verhalten zu erkennen. Die hierbei abgeleitete zwangsweise Linearisierung erfordert ein übergeordnetes Eingreifen, der technische Begriff hierfür lautet Regelung, wodurch die sich infizierende Gesellschaft zur Regelstrecke wird. Infolge der Inkubationszeit der Infektion ergibt sich theoretisch eine unstete Regelung, deren Behandlung durch die stufenweise Anhebung der Führungsgröße (siehe nachfolgend) problematisch wird. Die Behandlung dessen bleibt Experten vorbehalten. – Der hier ausgeführte regelungstechnische Aspekt wurde bis 1/2021 bei den Modellbetrachtungen von Covid-19 für Deutschland nicht gefunden!

### Verhalten bei r-Abfall und 2. Welle

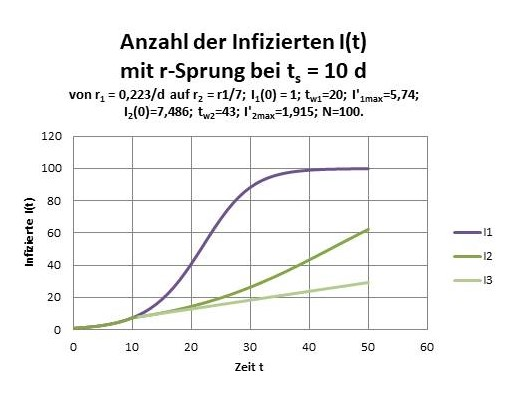
Verlauf der Infizierten über der Zeit: ohne r-Abfall gemäß SI-Modell: I1, nach r-Abfall bei 10 d gemäß SI-Modell: I2 und nach r-Sprung mit linearem Verlauf: I3

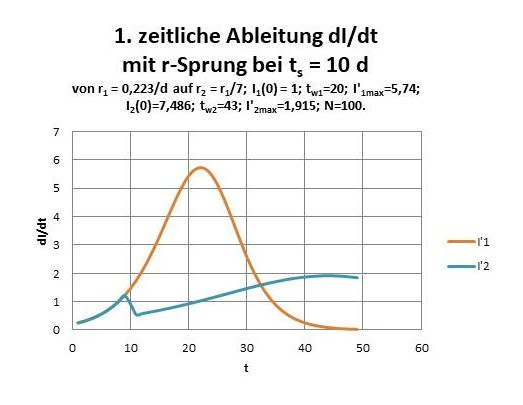
1. zeitliche Anleitung der Infizierten über der Zeit: ohne r-Abfall gemäß SI-Modell: I'1 und nach r-Abfall bei 10 d gemäß SI-Modell: I'2

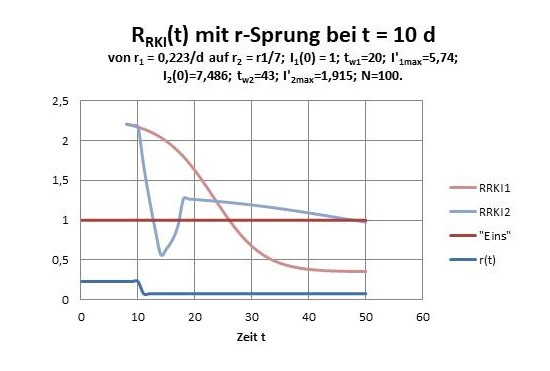

Der Ansatz DG-0 kann geschrieben werden
{\displaystyle {\frac {\mathrm {d} I}{\mathrm {d} t}}=r_{\text{eff}}\cdot I\quad {\text{mit}}\quad r_{\text{eff}}=\left(1-{\frac {I}{N}}\right).}
Während im SI-Modell die Replikationsrate r zeitunabhängig definiert ist, ist hier reff indirekt über {\displaystyle I(t)} zeitabhängig und nimmt mit zunehmender Zeit ab, wodurch sich für die erste zeitliche Ableitung der Infizierten I(t) eine nach unten offene parabelförmige Kurve ergibt.
Anstelle einer indirekten Zeitabhängigkeit wird jetzt eine direkte Zeitabhängigkeit angesetzt. In den Bildern des gewählten Beispiels wird r sprunghaft bei ts = 10 d auf r2 = r/7 herabgesetzt noch vor dem Wendepunkt bei tw = 20 d. Die Berechnung erfolgt mit der Differenzengleichung in Tagesschritten statt der Differentialgleichung numerisch, wodurch sich geringe Unterschiede ergeben, die jedoch auf das prinzipielle Verhalten keinen Einfluss haben. Es erfolgt bei {\displaystyle I(t)} ein Knick zu einem flacheren Verlauf gemäß der geringeren Replikationsrate und bei dI/dt ein Maximum ähnlich jenem des vorgenannten Beispiels. Die Abflachung von {\displaystyle I(t)} führt zu einem neuen Wendepunkt tws:
{\displaystyle t_{\text{ws}}\approx t_{s}<t_{w},}
wodurch eine geringere Gesamtmenge {\displaystyle N} der Population vorgetäuscht wird. Konkrete Beispiele dafür sind die Infiziertenkurven verschiedener Länder bei COVID-19.
Des Weiteren werden zur Unterscheidung Variable und Parameter der primären Infektion mit dem Index 1 versehen, jene nach dem r-Abfall mit dem Index 2. Der Punkt I1(tws) ist der Anfangswert einer neuen Infektionskurve mit
{\displaystyle I_{2}(0)=I_{2}(t-t_{s})=I_{1}(t_{\text{ws}})}
mit dem Wendepunkt bei
{\displaystyle t_{\text{w2}}=\ln {\frac {N}{I_{2}(0)-1}}+t_{s}}
und einem Maximum der Änderung von
{\displaystyle {\frac {dI_{2}}{dt}}|{\text{max}}={\frac {r_{2}\cdot N}{4}}<{\frac {r_{1}\cdot N}{4}}.}
Eine 100-prozentige Infizierung tritt nach dem r-Abfall jedoch noch nicht ein, diese tritt dennoch aber erst gemäß der I2-Entwicklung später ein und entspricht unter den vorgenannten Annahmen der zweiten Welle. So kann Welle auf Welle folgen bis zur Infizierung der gesamten Population (siehe Herdenimmunität).

### Abbruch des exponentiellen Infiziertenverhaltens und erste Schlussfolgerungen
Wenn schon nach einem r-Abfall die 2. Welle prognostiziert wird, stellt sich die Frage nach deren Verhinderung. Wie kann dieses Verhalten verhindert, gemindert oder verzögert werden? Das SI-Modell besagt, dass bei positiver, von Null verschiedener Replikationsrate {\displaystyle r} alle Gesunden infiziert werden. Es ist nur eine Frage der Zeit, wann! Ein Abbruch erfolgt nur mit {\displaystyle r=0}. Die Realisierung dessen ist z. B. bei COVID-19 im Jahre 2020 nicht möglich. Es wäre ein absoluter Lockdown!
Eine (erneute) exponentielle zeitliche Zunahme von dI/dt kann nur verhindert werden, indem eine polynomische zeitliche Zunahme erzwungen wird, im einfachsten Falle eine lineare zeitliche Zunahme wie folgt:
{\displaystyle {\frac {\mathrm {d} I_{3}}{\mathrm {d} t}}=k={\text{const.}}} mit {\displaystyle {\frac {\mathrm {d} ^{2}I_{3}}{\mathrm {d} t^{2}}}=0}.
Für diesen Ansatz gilt weiter
{\displaystyle I_{3}(t)=k\cdot t+I_{\text{30}}} und {\displaystyle R_{RKI}=1.}
Für den Zeitraum vor der 2. Wende tw2 gilt
{\displaystyle {\frac {\mathrm {d} ^{2}I_{2}}{\mathrm {d} t^{2}}}>0} und folglich {\displaystyle {\frac {\mathrm {d} ^{2}I_{2}}{\mathrm {d} t^{2}}}>{\frac {\mathrm {d} ^{2}I_{3}}{\mathrm {d} t^{2}}}.}
Mit Worten: das lineare Wachstum bleibt stets unter dem exponentiellen Wachstum. Sobald der Zwangszustand verlassen wird, wird das SI-Modell mit der 2. Welle wirksam. Auf diese Art kann das Ja oder Nein einer zweiten Welle unterschieden werden. Dieses lineare Verhalten entspricht einem labilen Gleichgewicht. Real bedeutet dies, dass die sich exponentiell entwickelnden Infektionsketten möglichst im Ursprung unterbrochen werden sollten, wie bei COVID-19 z. B. für Deutschland im Zeitraum vom Mai bis Juli 2020 geschehen. Sobald der Zwang entfällt, beginnt die Lawine der exponentiellen Entwicklung erneut! Andererseits erfolgt durch den Zwang eine sinnvolle Verzögerung bis zum Abbruch des Infiziertenwachstums u. a. durch Immunisierung usw.

### Einfluss der Inkubationszeit

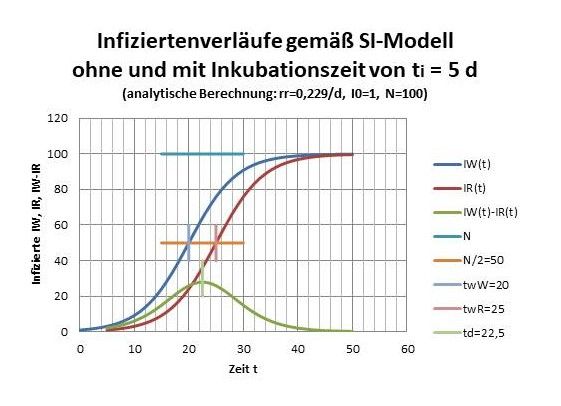
Verlauf der Anzahl der wahren und registrierten Infizierten sowie deren Differenz in Abhängigkeit von der Zeit

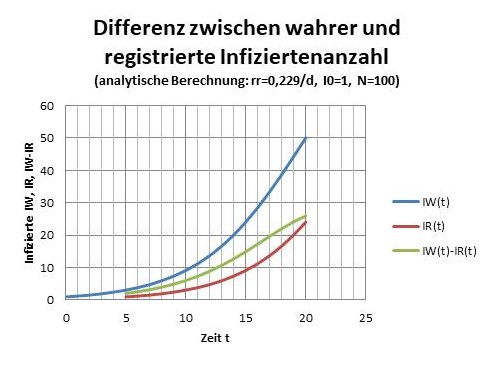
Verlauf der Anzahl der wahren und registrierten Infizierten sowie deren Differenz in Abhängigkeit von der Zeit zu Beginn der Infektion. Z. B. werden in diesem Beispiel am 15. Tag 9 Infizierte registriert, dabei sind bereits 24 real infiziert.

Für die Infektion zur Zeit {\displaystyle t} gelten die bekannten Modelle (exponentielles Modell, SI-Modell usw.) mit {\displaystyle I(t)} als die Zahl der Infizierten. Kenntlich wird {\displaystyle I(t)} jedoch erst nach der Inkubationszeit {\displaystyle t_{i}}, also zur Zeit {\displaystyle t+t_{i}} mit Ausbruch der Krankheit oder durch Test. Also wird zur Zeit {\displaystyle t} der Zustand
{\displaystyle I(t-t_{i})<I(t)}
gemessen und nicht {\displaystyle I(t)}. In der Zeit von {\displaystyle t-t_{i}} bis zur aktuellen Zeit {\displaystyle t} ist die Zahl der Infizierten weiter angewachsen. Somit kann auch erst zur Zeit {\displaystyle t} auf die Population Einfluss genommen werden z. B. durch Reduktion des Replikationsfaktors {\displaystyle r}. Die nicht registrierten Infizierten können auch nicht infolge Bekämpfung der Infektion dem System, der Population entzogen werden. Es verbleibt eine endliche wenn auch kleine Replikationsrate, die eine zweite und folgende Welle auslösen kann. Die Replikationsrate kann nur durch Disziplin und Zwang so niedrig wie möglich gehalten werden, um eine erneute Welle abzuflachen und damit zeitlich in die Länge zu ziehen. Die Kurve der wahren Infizierten IW(t) und jene der registrierten Infizierten IR(t) sind zwei identische Kurven mit der Zeitverschiebung der Inkubationszeit. In Analogie zum Zweiten Hauptsatz der Thermodynamik erfolgt ein Streben nach Unordnung, weshalb die Replikationsrate r den Drang nach Zunahme besitzt. Der Ministerpräsident des Freistaates Sachsen Michael Kretschmer hat diese Verhalten wie folgt auf den Punkt gebracht: „Es gibt nur den Wunsch nach Lockerung.“
Um eine zweite folgende Welle möglichst zu vermeiden, sollte die Registratur die wahre Infektionszahl ergeben, d. h. es sollte gelten
{\displaystyle I_{R}(t-t_{i})=I_{R}(t)}.
Somit ist die Infiziertenanzahl zeitlich konstant. Diese Bedingung an das System ist nach dem bisher dargelegten irrelevant. Es genügt die Belastung des Gesundheitswesens, mit anderen Worten die zeitliche Änderung der Infizierten, konstant zu halten.
{\displaystyle {\frac {\mathrm {d} I_{C}}{\mathrm {d} t}}=C={\text{const.}}>0}.
Die gleiche Forderung wie oben.
Im nachfolgenden Abschnitten wird zunächst das SI-Modell um einen solchen Term erweitert und danach die vorgenannte Forderung dem erweiterten SI-Modell gegenübergestellt, wozu letztendlich ein Regelkreis erforderlich ist.

### Forderung an die Bekämpfung der Ausbreitung der Infektion
Wenn die Population sich selbst überlassen ist, verhält sich die Population gemäß dem SI-Modell mit den Parametern {\displaystyle r} und {\displaystyle N} sowie der Zustandsvariablen {\displaystyle I(t)}. Aus den oben genannten Gründen muss die Population unter Zwang gesetzt werden und es sollte gelten:
{\displaystyle {\frac {\mathrm {d} I_{C}}{\mathrm {d} t}}={\frac {\mathrm {d} I_{\text{SI}}}{\mathrm {d} t}}} !
Dies ergibt:
{\displaystyle C=r\cdot I(t)\cdot \left(1-{\frac {I(t)}{N}}\right)}.
Oder anders formuliert:
{\displaystyle {\frac {\mathrm {d} I}{\mathrm {d} t}}=k+r\cdot I(t)\cdot \left(1-{\frac {I(t)}{N}}\right)} mit {\displaystyle k=-C.} (DG-1)
Hat diese Differentialgleichung eine Lösung für
{\displaystyle {\frac {\mathrm {d} I}{\mathrm {d} t}}=0} ?
Ja! Für den Fall eines negativen k-Wertes befinden sich auf der rechten Seite der Differentialgleichung zwei Konkurrenten: Infektionen gegen Kettenabbruch. Kompensieren sich beide Terme, so ist deren summarische Änderung Null, obwohl beide Terme verschieden von Null sind. Der k-Wert ist eine Konstante, also ist ebenfalls die Anzahl der Infizierten eine solche. D. h. aber nicht, dass es sich um ein und dieselben infizierten Individuen handelt. Es kommen neue infizierte Individuen hinzu, gleichzeitig werden andere entnommen. Es kann von einem dynamisch stabilen Zustand gesprochen werden. Die Gesamtzahl jemals Infizierter Igesamt(t) beträgt hierfür somit:
{\displaystyle I_{\text{gesamt}}(t)=I_{0}+kt} mit {\displaystyle I_{0}=I_{\text{gesamt}}(0)}.
Die Gesamtzahl Infizierter wächst folglich nur linear statt exponentiell.
Ungeachtet dessen muss diese Differentialgleichung noch korrigiert werden. Infolge des k-Terms wächst oder fällt die Population gemäß {\displaystyle N+kt}:
{\displaystyle {\frac {\mathrm {d} I}{\mathrm {d} t}}=k+r\cdot I(t)\cdot \left(1-{\frac {I(t)}{N+kt}}\right)}. (DG-2)
Die Differentialgleichung DG-2 ist wie dargelegt korrekter als DG-1, muss jedoch numerisch gelöst werden, wohingegen die Differentialgleichung DG-1 analytisch gelöst werden kann und somit zu qualitativen Aussagen führt. DG-2 geht jedoch für kleine {\displaystyle I(t)} ({\displaystyle I(t)\ll N}) in DG-1 über. Nachfolgend wird daher zunächst DG-1 untersucht und anschließend auf DG-2 erweitert.

### Erweitertes SI-Modell gemäß Differentialgleichung DG-1

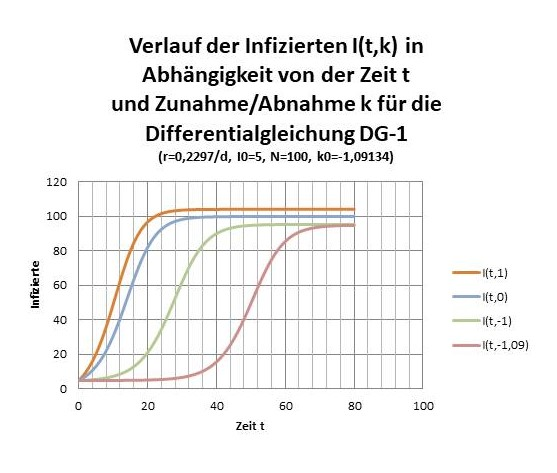
Erzwungener Verlauf gemäß Differentialgleichung DG-1 in Abhängigkeit von der Zeit t und der Zunahme/Abnahme k

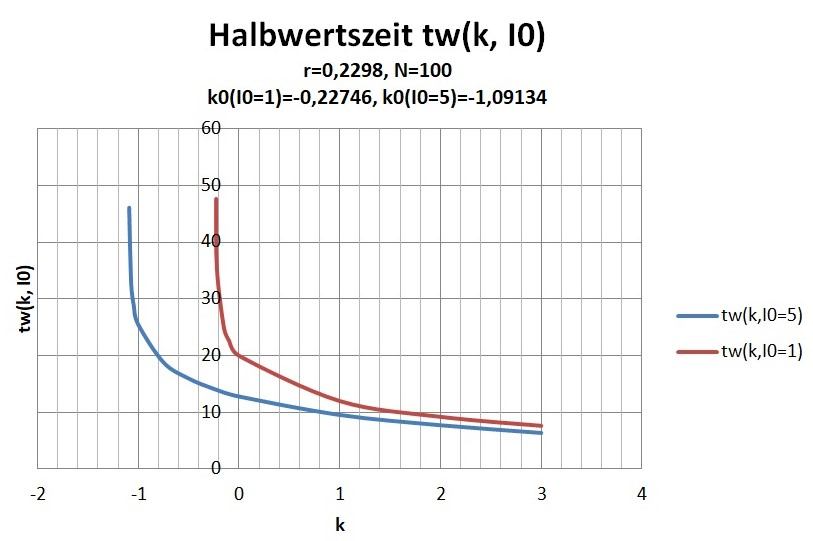
Halbwertszeit t_{w} gemäß Differentialgleichung DG-1 in Abhängigkeit der Zunahme/Abnahme k

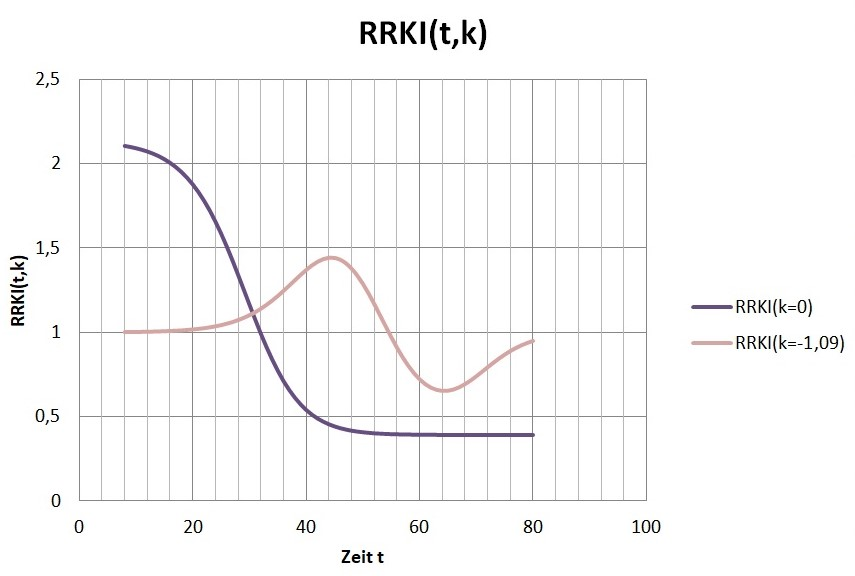
R_{RKI}(t) für DG-0 und DG-1

Vorgenannte Forderung führt zu einer Erweiterung des SI-Modells, welches jedoch weniger geeignet ist, exakte Ergebnisse bzw. exakte Vorhersagen zu erzielen, als vielmehr um Tendenzen abzuleiten und das grundsätzliche Verhalten zu verstehen.
Ergänzend zu den unten genannten erweiterten SI-Modellen ist dieses Basismodell – die Differentialgleichung DG-0 – um den konstanten Anteil {\displaystyle k} zu ergänzen. Dafür gibt es zwei Gründe: erstens ist eine Zufuhr Infizierter {\displaystyle z} (z. B. Reisende aus Risikogebieten bei Corona) zu nennen sowie zweitens die Entnahme e Infizierter (z. B. zwecks Abbruch der Infektionsketten). Wirksam wird die Differenz beider Ströme:
{\displaystyle k=z-e} mit {\displaystyle k>0} für summarische Zufuhr und {\displaystyle k<0} für summarische Entnahme.
Um diesen Term {\displaystyle k} ist die Differentialgleichung des SI-Modells zu erweitern:
{\displaystyle {\frac {\mathrm {d} I}{\mathrm {d} t}}=k+r\cdot I\cdot \left(1-{\frac {I}{N}}\right)\;.}
Die quadratische Form für {\displaystyle I(t)} auf der rechten Seite hat zwei Lösungen:
{\displaystyle I_{\text{1/2}}={\frac {N}{2}}\pm {\sqrt {\left({\frac {N}{2}}\right)^{2}+{\frac {Nk}{r}}}}={\frac {N}{2}}\cdot \left(1\pm {\sqrt {1+{\frac {4k}{Nr}}}}\right)={\frac {N}{2}}\cdot (1\pm w)}
mit
{\displaystyle w={\sqrt {1+{\frac {4k}{Nr}}}}.}
Dieses Ergebnis geht mit k=0 in das bekannte Ergebnis von DG-0 über.
Die Integration ergibt damit
{\displaystyle I(t)={\frac {N}{2}}\cdot {\frac {w+1+\left(w-1\right)\cdot f\cdot e^{-rwt}}{1+f\cdot e^{-rwt}}}}
{\displaystyle {\frac {\mathrm {d} I}{\mathrm {d} t}}={\frac {N\cdot r\cdot w^{2}\cdot f\cdot e^{-rwt}}{\left(1+f\cdot e^{-rwt}\right)^{2}}}}
{\displaystyle f={\frac {I_{1}-I_{0}}{I_{0}-I_{2}}}=-{\frac {N\cdot {\frac {1+w}{2}}-I_{0}}{N\cdot {\frac {1-w}{2}}-I_{0}}}}
{\displaystyle I_{0}=I(0)}
{\displaystyle I_{1}=I(\infty )={\frac {N}{2}}\cdot (1+w)}
{\displaystyle I_{2}=I(-\infty )={\frac {N}{2}}\cdot (1-w)}
{\displaystyle t_{w}(z)={\frac {\ln(f)}{r_{w}}}} bei {\displaystyle I(t_{w})=N/2.}
Bei Zuwachs tritt der Wendepunkt früher ein als ohne denselben und umgekehrt. Ebenso verläuft die Kurve {\displaystyle I(t)} mit Zuwachs oberhalb jener ohne denselben und umgekehrt.
Die beiden Lösungen I1/2 sind reell unter der Bedingung
{\displaystyle 1+{\frac {4k}{Nr}}\geq 0} bzw. {\displaystyle k\geq -{\frac {Nr}{4}}\equiv k_{\text{min}}.}
Eine zweite Bedingung ergibt sich, wenn die Abnahme (also negatives {\displaystyle k}) so groß ist, dass zur Anfangszeit {\displaystyle t=0} die Änderung
{\displaystyle {\frac {\mathrm {d} I}{\mathrm {d} t}}|_{t=0}=0}
gilt. Daraus folgt
{\displaystyle k_{0}=-r\cdot I_{0}\cdot \left(1-{\frac {I_{0}}{N}}\right).}
Es können jedoch nicht mehr Infizierte den Infektionsketten entnommen werden, als Infizierte registriert wurden, d. h. k ≥ k0. Ein Stillstand, ein Abbruch des Infektionsszenariums ist nur durch Verhinderung der Infektion, durch Immunisierung, z. B. durch Impfung der Gesunden möglich (N+kt -> 0, also k < k0).			
Es gilt {\displaystyle k>0} für Zunahme und {\displaystyle k<0} für Abnahme. Da gilt {\displaystyle N\gg I_{0}}, ergibt sich
{\displaystyle 0>k_{0}>k_{\text{min}}.}
Für das gewählte Beispiel mit r = 0,2297/d; I0 = 1 und N = 100 ergeben sich die Werte
{\displaystyle k_{0}=-0{,}2274/d} und {\displaystyle k_{\text{min}}=-5{,}744/d.}
Der Übergang von Zunahme zu Abnahme und umgekehrt im kritischen Falle I(t, k0) = constant ist differentiell. Der kritische Fall entspricht einem labilen Gleichgewicht. Eine Entnahme aus der Population mit k0 ≥ k wäre z. B. durch Impfung Gesunder möglich.
Erfolgt die Infizierung der gesamten Population nach dem klassischen SI-Modell etwa nach der doppelten Halbwertzeit 2·ln(N/I0-1)/r, so erfolgt diese bei DG-1 etwa bei (N/rI0), wobei gilt:
{\displaystyle 2\cdot {\frac {\ln \left({\frac {N}{I_{0}}}-1\right)}{r}}<{\frac {N}{rI_{0}}}}.
Bei obigen Parametern gelten die Werte 40 d und 436 d.

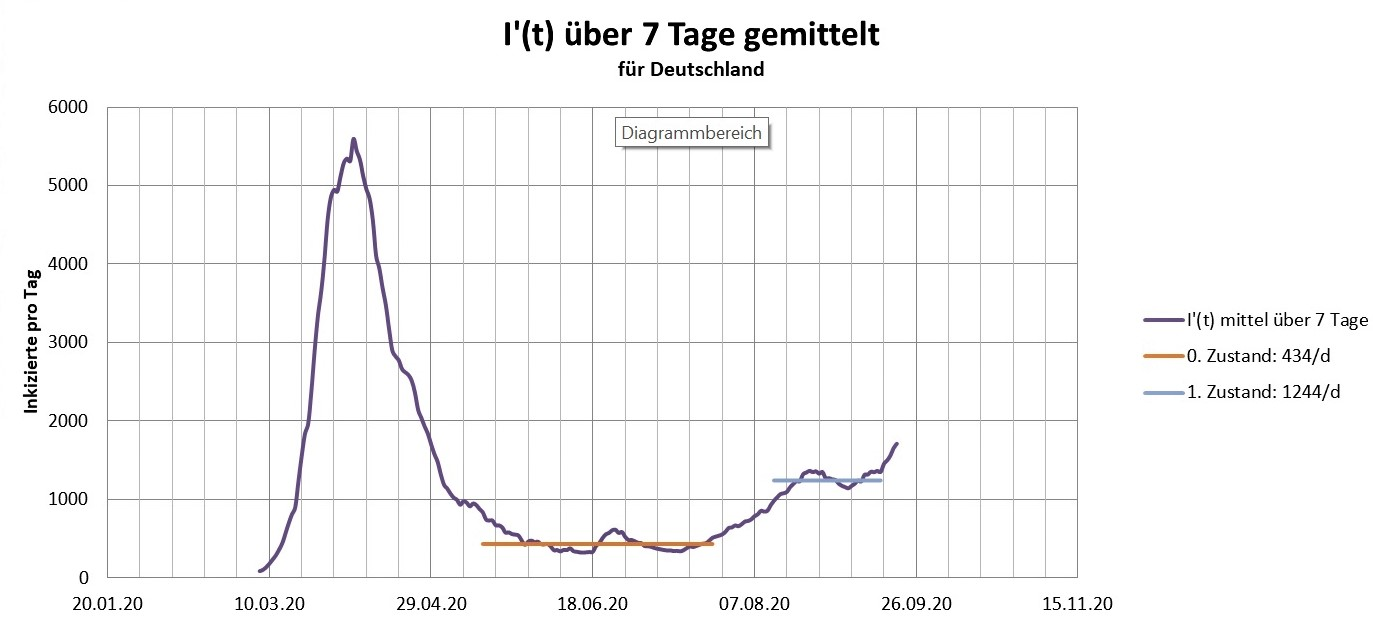
Infiziertenstrom I‘(t) mit zwei Zustandsstufen per 20. September 2020 für Deutschland. Gemäß einer groben Schätzung für den Lockdown- oder Grundzustand und den nächsthöheren Zustand werden den Coronakurven für Deutschland überlagert von diversen lokalen Ereignissen folgende Werte entnommen: I_{01}(15.5.2020) = 173.086 und I_{02}(13.8.2020) = 219.898 sowie k_{1} = 434/d und k_{2} = 1244/d. Daraus folgt r_{1} = 0,0023/d und r_{2} = 0,0057/d. Der natürliche Wert beträgt r = 0,32/d.

Erfolgt während einer stabilen Phase (I01 ≡ I0(t1), r und k01 ≡ k0(I01)) ein kurzzeitiger Zugang Infizierter, erhöht sich in der Folge überproportional die Anzahl Infizierter. Eine Stabilisierung wird erst wieder mit I02≡ I0(t2) (mit t2 > t1), r und k02 ≡ k0(I02) mit I01 < I02 und k01 > k02 erreicht, was in der Folge zu einem stufenweise anwachsendem Verhalten von {\displaystyle I(t)} führt. Ein Rückgang auf das niedrigere Niveau auf diese Weise ist nicht möglich! Für einen kurzzeitigen Zugang ist ein dauerhafter Mehraufwand erforderlich. Da der Mehraufwand begrenzt ist (z. B. Bettenanzahl der Kliniken, Nachverfolgung der Infektionsketten) kann ein weiteres Wachstum nur durch Senkung der Replikationsrate {\displaystyle r} erzwungen werden (also Lockdown!). Der stabile Zustand ist charakterisiert durch RRKI = 1, der Übergang von einem niederen Zustand (hier I01) zu einem höheren Zustand (hier I02) ist gekennzeichnet durch eine sinusähnliche Welle von RRKI – anfangs zunehmendes RRKI > 1 gefolgt von abnehmendem RRKI < 1. RRKI gibt keine Auskunft über die Größe der Zustandsvariablen {\displaystyle I(t)}. Der „stabile Zustand“ entspricht folglich einem linearen Anstieg des geregelten Infiziertenverlaufes Igesamt(t). Derselbe setzt sich somit infolge Störungen aus einer Folge linearere Anstiege zusammen, deren Steigung von Zustand zu Zustand zunimmt, sofern keine Herdenimmunisierung gleich welcher Art erfolgt. Am Schnittpunkt benachbarter Geraden erfolgt der Zustandsübergang. Der Infiziertenverlauf von Deutschland bestätigt dieses Modellverhalten im Groben.

### Erweitertes SI-Modell gemäß Differentialgleichung DG-2

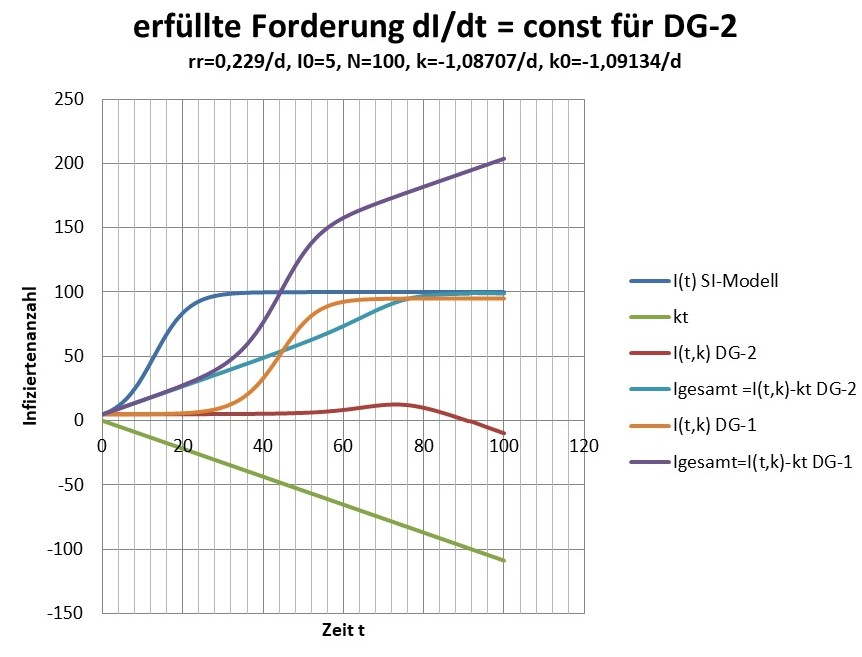
Erzwungener Verlauf gemäß Differentialgleichung DG-2 unmittelbar oberhalb des kritischen Wertes für k: I_{gesamt}(t) im Vergleich zum Verlauf des SI-Modells bei DG-0 (entspricht k=0) und des Verlaufes bei DG-1

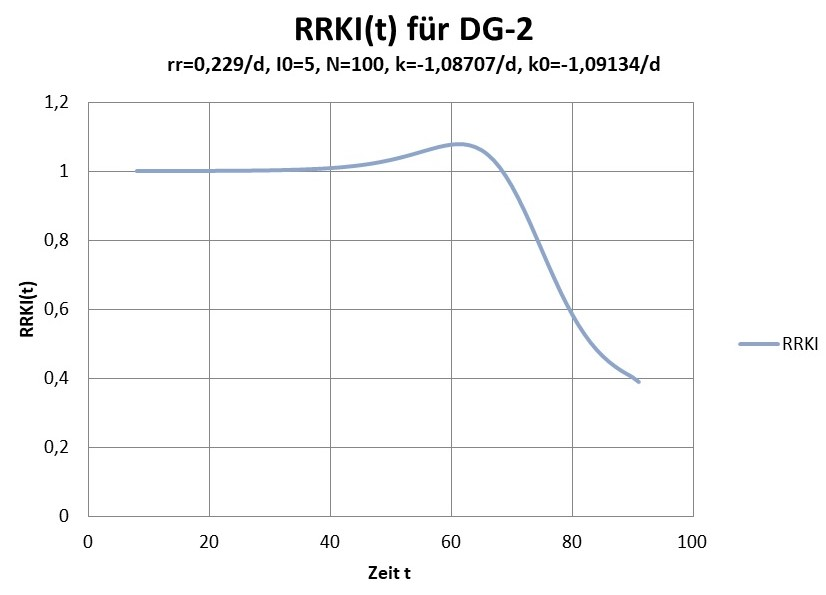
R_{RKI}(t) für DG-2

Der nahezu linear ansteigende Infiziertenverlauf in der Anfangsphase ist am deutlichsten an RRKI zu erkennen. Jedoch ist auch zu erkennen, dass in der Endphase eine jedoch stark abgeflachte Welle nicht zu vermeiden ist.
Mit diesen beiden Erweiterungen des SI-Modells tangiert bzw. überlappt dieselbe mit den unten genannten Modellen.

### Regelkreis mit SI-Modell als Regelstrecke
Der oben genannte Zwang bedeutet in der Realität, einen Regelkreis aufzubauen mit der (registrierten) infizierten Gesellschaft (Population) als Regelstrecke und der Medizin als auch der Politik als Regler. In diesem Regelkreis ist die zeitliche Änderung der Infizierten dI/dt die Regelgröße und die Verfolgung der registrierten Infizierten sowie der Abbruch der Infektionsketten k sowie die Strenge der Hygienemaßnahmen sowohl der nichtregistrierten Infizierten wie der Gesunden repräsentiert durch r die Stellgröße. Der Abbruch der Infektionsketten ist der Schlüssel für den labilen Zustand. Daraus resultiert die Führungsgröße als eine maximal zulässige zeitliche Änderung der Infizierten dI/dt|max. Als Störgrößen sind zu nennen: zugeführte Infizierte z (mit Wirkung auf k) und insbesondere eine differentielle Zunahme der Replikationsrate Δr durch Nichteinhaltung der Hygienemaßnahmen. Wenn die Organisation der Nachverfolgung überfordert ist, kommt es zwangsläufig erneut zum exponentiellen Anstieg. Für die Strecke ist das erweiterte SI-Modell mit der Inkubationszeit einzusetzen. Diese Zeit erweist sich dabei als Totzeit der Regelstrecke. Aber auch der Regler hat ungünstigerweise ebenfalls eine summarische Totzeit. Diese setzt sich zusammen aus
- der Messung und Auswertung möglicher Infizierte,
- der Erarbeitung von medizinischen und organisatorischen Maßnahmen zur Minderung des Anstieges der zeitlichen Änderung der Infizierten (wenn dI/dt - dI/dt|max > 0),
- der rechtliche Bestätigung dieser Maßnahmen mit eventueller Rückwirkung auf die vorgeschlagenen Maßnahmen sowie
- der Durchsetzung und Akzeptanz der Maßnahmen durch die Gesellschaft.

Die Summe aller Totzeiten tot bewirkt auch bei kleiner Replikationsrate einen nicht zu vernachlässigenden Faktor (er·tot > 1) und bringt die Stabilität des Regelkreises in Schwierigkeiten, unter anderem dadurch, weil das Verhalten von Regelkreisen mit Totzeitgliedern nur numerisch (nicht analytisch) untersucht werden kann. Es ist hierzu das Verhalten von Zweipunktreglern zu vergleichen, die ein immanentes Hysterese-Verhalten besitzen.
Je fortgeschrittener die Infektionshistorie und damit je größer der Infektionsstrom {\displaystyle \mathrm {d} I/\mathrm {d} t} ist, desto aufwendiger sind der Abbruch der Infektionsketten und die Hygienemaßnahmen.
Auch wenn das erläuterte Verhalten in der Realität schwer in Zahlen auszudrücken ist, hilft es für das Verständnis einmal der abzuleitenden Maßnahmen beim Regler (=> Medizin, Politik) und zum anderen der umzusetzenden Maßnahmen in der Strecke (=> Gesellschaft).

## Verhalten des Impfens auf den Infektionsverlauf

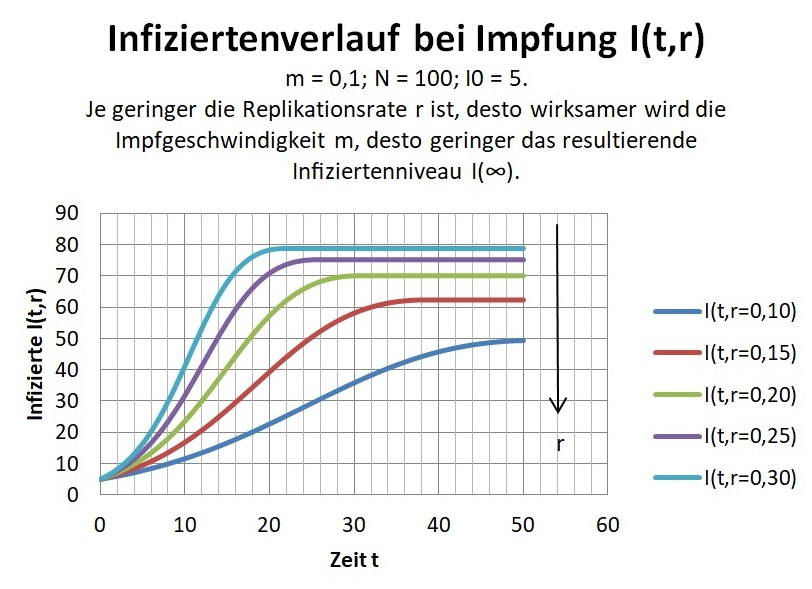
Infiziertenverlauf bei Impfung I(t,r)

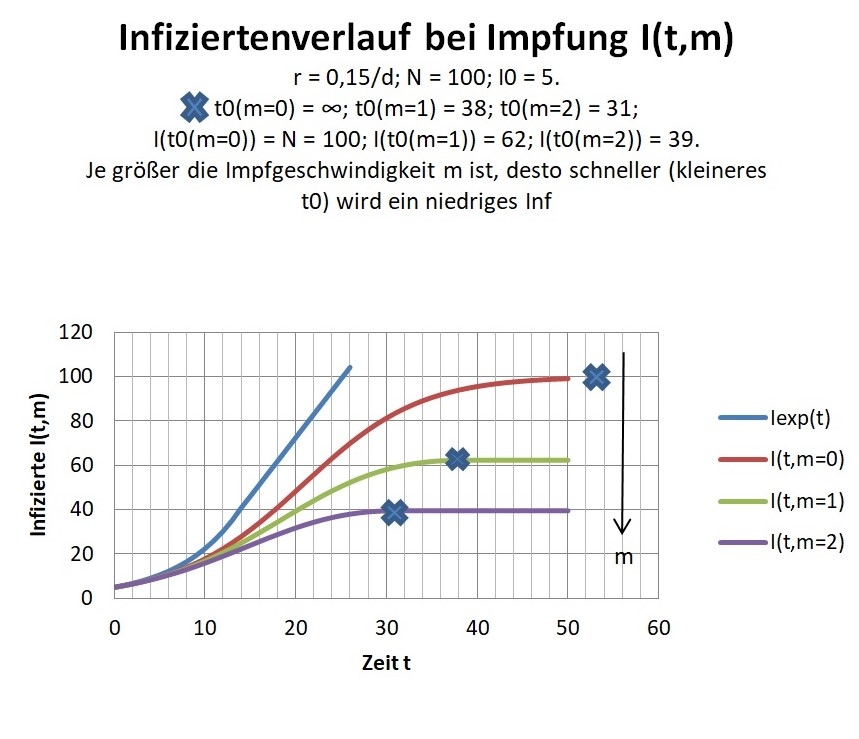
Infiziertenverlauf bei Impfung I(t,m)

Beim Infektionskettenabbruch werden nur die Infizierten der Population berücksichtigt. Beim Impfen betrifft es die Gesunden. Die geimpften Gesunden M(t) werden somit der Population entnommen, d. h.
{\displaystyle N\rightarrow N-M(t)}.
Im einfachsten Falle wird ein linearer Ansatz hierfür angenommen:
{\displaystyle M(t)=m\cdot t},
mit m als der Impfgeschwindigkeit, so das gilt:
{\displaystyle N=I(t)+S(t)+m\cdot t}
und folglich
{\displaystyle {\frac {\mathrm {d} I}{\mathrm {d} t}}=c\cdot I\cdot S=c\cdot I\cdot (N-m\cdot t-I)=r\cdot I\cdot \left(1-{\frac {I+m\cdot t}{N}}\right).\qquad } DG-4
Interessant ist der Fall, wenn mit zunehmender Zeit t das Differential dI/dt Null wird:
{\displaystyle {\frac {\mathrm {d} I}{\mathrm {d} t}}|t_{0}=0{\text{ mit }}I(t_{0})=I(t=\infty ).}
Diese Differentialgleichung DG-4 kann nur numerisch gelöst werden. Die Werte t0 und I(t0) können somit auch nur numerisch ermittelt werden. Nebenstehende Bilder zeigen Beispiele für {\displaystyle I(t,m)} sowie {\displaystyle I(t,r)}. Es ergibt sich:
- Je geringer die Replikationsrate {\displaystyle r} ist, desto wirksamer wird die Impfgeschwindigkeit {\displaystyle m}, desto geringer das resultierende Infiziertenniveau I(∞) und umgekehrt.
- Je größer die Impfgeschwindigkeit {\displaystyle m} ist, desto schneller (kleineres t0) wird ein niedriges Infiziertenniveau I(∞) erreicht.
- Mit zunehmender Impfgeschwindigkeit m verzögert und verflacht sich der Infiziertenverlauf {\displaystyle I(t)} gegenüber dem Verlauf ohne Impfung, was dem Gesundheitswesen vorteilhaft ist.

Vorgenannte Schlussfolgerungen sind trivial, können aber über den obigen Ansatz analytisch begründet werden.

## Näherungslösung fürI(t)≪Nund Lockdown-Varianten
Dieser Umstand trifft z. B. für die Coronapandemie aller Länder im Jahre 2020 zu. Es handelt sich um die zwangsweise Linearisierung des exponentiellen Wachstums als Sonderfall von DG-1 und DG-2. Daraus folgt die vereinfachte Differentialgleichung
{\displaystyle {\frac {\mathrm {d} I}{\mathrm {d} t}}=k+rI(t)} (DG-3)
mit der Lösung
{\displaystyle I(t)={\frac {(k+rI_{0})e^{rt}-k}{r}}}
und der kritischen Infektionsrate
{\displaystyle k_{0}=-rI_{0}} und {\displaystyle I_{\text{ges}}=I_{0}+kt.}
Dieses Verhalten geht mit k=0 in das rein exponentielle Verhalten über. Beigefügtes bildhaftes Gedankenexperiment belegt, dass mit jeder neuen Infektionsquelle bei konstanter Replikationsrate r die Steigung kges – der Aufwand der Gegenmaßnahmen, Abbruch der Infektionsketten – zunehmen muss.
Wie bereits dargelegt, ist der Infektionskettenabbruch der entscheidende Gegenspieler zum Infiziertenwachstum entsprechend dem SI-Modell, zu Beginn des exponentiellen Wachstums der Infektion. Dieser Wert ist von Seiten des organisatorischen und personellen Aufwandes zur Inifiziertenverfolgung begrenzt. Es gibt folglich einen maximalen Wert kIKA-max. Wenn die Infektionsrate diesen Wert übersteigt, ist es nicht mehr möglich, die Infektionsketten zu verfolgen und abzubrechen. Im dynamisch stabilen Zustand entspricht dieser Wert dem Infiziertenzuwachs, der seinerseits proportional ist dem ITS-Patientenzuwachs. Eine Näherung für diese Infektionsrate setzt sich zusammen aus dem Produkt des zeitlichen Mittels des Verhältnisses der Infiziertenanzahl zu den belegten ITS-Betten und dem ITS-Patientendurchsatz (verfügbare ITS-Betten zur Belegdauer der ITS-Betten):
{\displaystyle R_{\text{inf}}\approx {\overline {\left({\frac {\text{aktuelle Infiziertenanzahl}}{\text{aktuell belegte ITS-Betten}}}\right)}}\cdot {\frac {\text{verfügbare ITS-Betten}}{\text{Belegdauer der ITS-Betten}}}}.
Bei maximaler Belegung ergibt
{\displaystyle {\text{aktuell belegte ITS-Betten}}={\text{verfügbare ITS-Betten}}}
den maximal behandelbaren Infiziertenzuwachs:
{\displaystyle R_{\text{inf-max}}\approx {\frac {\text{aktuelle Infiziertenanzahl}}{\text{Belegdauer der ITS-Betten}}}.}
Ein großer k-Wert erlaubt einen großen rI0-Wert, derselbe ist jedoch gemäß dieser Ausführung begrenzt. Tritt dieser Fall auf, kann nur die Replikationsrate r reduziert werden, um wieder einen stabilen Zustand zu erreichen.
Für Deutschland galt am 12. Dezember 2020 eine Infiziertenanzahl von etwa 300.000 bei einer Belegdauer von 32 ±15 Tagen. Daraus folgt der maximale Rinf-max-Wert zu etwa 9.400/d. Der Mittelwert von Oktober bis November 2020 der täglich Infizierten – also der aktuelle k-Wert - lag bei 17.000/d. Bei der Schwankungsbreite der Daten sollte diese Differenz kein Widerspruch sein. Gemäß Diskussion zum Katastrophenfall (siehe unten), könnte aber auch der aktuelle k-Wert den maximalen k-Wert überschritten haben.

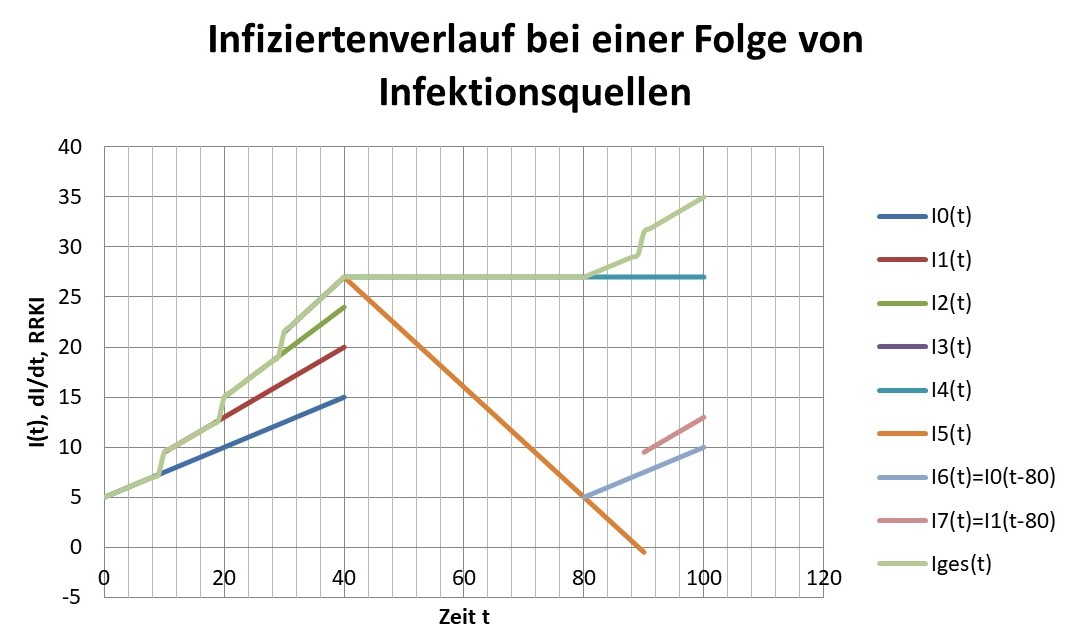
Infiziertenverlauf bei einer Folge von Infektionsquellen einschließlich einem Lockdown

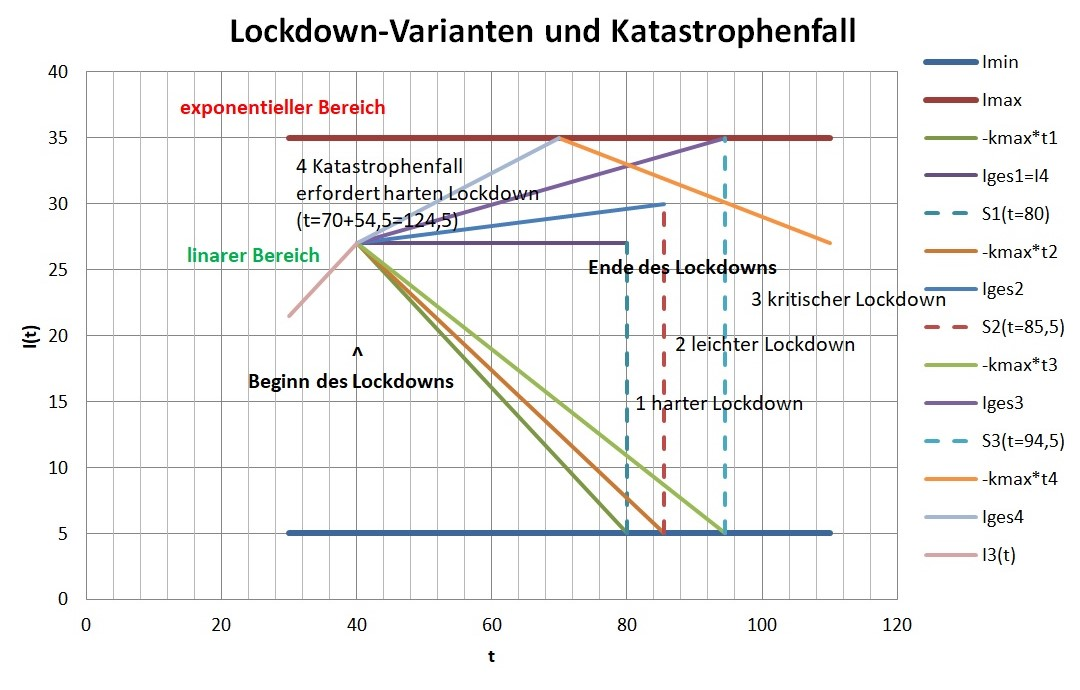
Lockdown-Varianten einschließlich Katastrophenfall

Im gewählten Gedankenexperiment für die Näherungslösung gilt: Wenn das erreicht ist, kann nur die Replikationsrate zwangsweise auf r = 0 gesenkt werden! Zur Aufrechterhaltung der lebensnotwendigen Wirtschaft gibt es jedoch ein minimales rmin > 0. Wenn die Infektionsrate wieder entsprechend zurückgegangen ist, kann die Replikationsrate wieder erhöht werden und das Szenarium gemäß t = 0 beginnt erneut, da in der Population noch Infizierte vorhanden sind. Über längere Zeit ergibt sich grob infolge laufender Störungen ein wellenförmiges Verhalten, wofür ausschließlich die vier Parameter r, I0 und k sowie die Inkubations- und weitere Verzögerungszeiten verantwortlich sind. Letztere werden vorerst nicht in die Betrachtungen einbezogen. Das wellenförmige Verhalten kann nur unterbrochen werden, wenn es keine Störungen gibt und r infolge Disziplin konstant gehalten wird. Solange es keine Herdenimmunisierung oder Impfung gibt, wird es also auf Grund sporadischer Hotspots eine Folge von Wellen geben, wie u. a. die dritten Lockdowns von Österreich und Italien in der dritten Dezemberdekade 2020 beweisen.
Das Gedankenexperiment besteht aus einer Folge von Infektionsquellen einschließlich eines zeitlich begrenzten Lockdowns und erneutem Infektionsausbruch. Innerhalb des Lockdowns sollte der Infektionskettenabbruch mit der gleichen Stärke erfolgen wie in der letzten Phase vor Beginn des Lockdowns, also mit kmax. Im Diagramm entspricht dieses Verhalten einer Spiegelung an der Horizontalen Imax am Übergang vom linearen Anstieg zum Lockdown.
Im Gedankenexperiment wird für den Lockdown {\displaystyle r=0} gesetzt (statt r = rmin) und die vorhandenen Infektionen müssen abgearbeitet werden (=> - kmaxt) ohne das neue Infektionen hinzukommen bis zu einer statthaften Infiziertenanzahl z. B. I0≡Imin≪Imax. Dann könnte r wieder erhöht werden. Daraus folgt die Zeitdauer des Lockdowns
{\displaystyle t_{\text{LD}}\approx {\frac {I_{\text{max}}-I_{\text{min}}}{k_{\text{max}}}}\approx {\frac {I_{\text{max}}}{k_{\text{max}}}}}
Infolge der Inkubationszeit und weiterer Verzögerungszeiten tV ergibt sich zu Imax ein additiver Beitrag kmaxtV. Gleichermaßen erhöht sich Imax infolge einer von Null verschiedener Replikationsrate r und es ergibt sich näherungsweise
{\displaystyle t_{\text{LD}}\approx {\frac {I_{\text{max}}+k_{\text{max}}t_{V}-I_{\text{min}}}{k_{\text{max}}-rI_{\text{max}}}}\approx {\frac {I_{\text{max}}}{k_{\text{max}}}}+t_{V}}
Hierbei wurde zwingend vorausgesetzt, das innerhalb des Lockdowns die oben genannten Grenzen noch nicht erreicht werden! Daraus folgt im Umkehrschluss, dass der Lockdown mit rmin nicht erst verhängt werden darf, wenn zu Beginn bereits die Grenzen erreicht sind, sondern der Lockdown muss vorausschauend erfolgen!
Vorstehend wurde das Verhalten bei konstantem r und einer Folge von Störungen der Infektionsrate behandelt. Es gibt noch ein weiteres Szenarium etwa gleichen Erscheinungsbildes: Bei konstanter Gegenmaßnahme {\displaystyle k} nimmt {\displaystyle r} infolge mangelnder Disziplin zu, also eine Störung von {\displaystyle r}.
Das Lockdown-Ende wird in der Regel erreicht, wenn das Infiziertenpotential bis Imin abgearbeitet ist. Bei dem „Kritischen Lockdown“ erreicht das Lockdown-Ende die Grenze von linearem und exponentiellem Bereich mit Imin. Bei „leichtem Lockdown“ liegt das Lockdown-Ende darunter. Wird die Grenze während des Lockdowns erreicht, liegt der Katastrophenfall vor, dem kann nur noch mit einem „harten Lockdown“ begegnet werden. Letzteres trifft auf Deutschland in der ersten Dezemberdekade 2020 zu.
Für die Zeitdauer des kritischen Lockdowns mit der vorgegebenen Replikationsrate rLDkrit gilt:
{\displaystyle t_{\text{LDkrit}}={\frac {I_{\text{max}}-I_{4}}{r_{\text{LDkrit}}\cdot I_{4}}}={\frac {I_{4}-I_{\text{min}}}{r\cdot I_{3}}}.}
Daraus folgt für die notwendige Replikationsrate und die Zeitdauer des kritischen Lockdowns:
{\displaystyle r_{\text{LDkrit}}={\frac {I_{3}}{I_{4}}}\cdot {\frac {I_{\text{max}}-I_{4}}{I_{4}-I_{\text{Imin}}}}\cdot r} und
{\displaystyle t_{\text{LDkrit}}={\frac {I_{4}}{r\cdot I_{3}}}\cdot (I_{4}-I_{\text{min}}).}
Woraus sinnvoll folgt für
{\displaystyle r_{\text{LDkrit}}(I_{4}=I_{\text{max}})=0.}
Daraus leitet sich auch ab, dass je näher die aktuelle Infiziertenanzahl (=I4) sich der maximal zulässigen Infiziertenanzahl nähert, die Replikationsrate r (bis auf Null) abnehmen und die Zeitdauer des Lockdowns zunehmen sollte. Für Deutschland könnte bei absoluten Lockdown (r=0) die Dauer per 19. Dezember 2020 bei 35 (+10) Tagen (330.000/9.400; siehe oben, dieser Wert sollte noch im linearen Bereich liegen, etwa 15.000/d liegt bereits im exponentiellen Bereich) liegen, hinzu kommt die Inkubationszeit von 2 - 6 - 14 (maximal 24) Tagen sowie weitere Verzögerungszeiten (Lockerungen über die Festtage ausgeschlossen!). Infolge wirtschaftlicher Notwendigkeiten und der Nichteinhaltung der geforderten Einschränkungen ist r>0 und damit die Lockdowndauer wesentlich länger.
Abschließend kann die obige Bedingung:
{\displaystyle k=-r\cdot I}
als Ohmsches Gesetz der Pandemie interpretiert werden, wenn wie folgt umgeformt wird:
{\displaystyle I=\left({\frac {1}{r}}\right)\cdot |k|\equiv U_{e}=R_{e}\cdot I_{e}}
mit
{\displaystyle I\equiv U_{e},\left({\frac {1}{r}}\right)\equiv R_{e}{\text{ und }}|k|\equiv I_{e}.}
Die Anzahl Infizierter I entspricht der elektrischen Spannung Ue, die reziproke Replikationsrate r entspricht dem elektrischen Widerstand Re und der zeitnormierte Kettenabbruch k dem elektrischen Strom Ie.
Ist die Replikationsrate {\displaystyle r} kleiner als die natürliche Replikationsrate {\displaystyle r_{\text{nat}}} der ungestörten Ausbreitung der Infektion obliegt der Population einem Zwang. Es wird ein Widerstand ausgeübt und umgekehrt. Andererseits ist die Replikationsrate proportional der Mobilität der Individuen der Population. Die Mobilität ist ihrerseits umgekehrt proportional dem Widerstand. Je größer der Widerstand, umso geringer die Mobilität, umso kleiner die Replikationsrate. Die emotionale Aussage, dass bei steigender Mobilität die Gegenmaßnahmen zu erhöhen sind, findet hier mit der Proportionalität von {\displaystyle |k|} und {\displaystyle r} ihren analytischen Niederschlag.
Wird der maximale Kettenabbruch kmax überschritten, muss der Widerstand erhöht werden, d. h. die Replikationsrate r muss reduziert werden.

### Näherungsweise Beispielrechnungen
(siehe nebenstehende Diagramme)
Konstanten für die Beispiele:
r=0,05 /d; Imin=5; k0=-r·Imin=-0,25 /d; ∆I=2; k1=-r·∆I=-0,1 /d; t1=10 d; tV=0 d.
| Störung                   | Zeitbereich [d]           | Zeitbereich [d]           | Infiziertenanzahl                                 | Infiziertenanzahl                     | Infiziertenrate [1/d]     | Infiziertenrate [1/d]     |
| 1. Störung                | 0 ≤ t ≤ t1                | 0 bis 10                  | I0(t) = Imin+k0·t                                 | 5,0 bis 7,5                           | kges0 = k0                | 0,25                      |
| 2. Störung                | t1 ≤ t ≤ 2·t1             | 10 bis 20                 | I1(t) = I0(t)+∆I+k1·(t-t1)                        | 7,5 > 9,5 bis 13,0                    | kges1 = k0+k1             | 0,35                      |
| 3. Störung                | 2·t1 ≤ t ≤ 3·t1           | 20 bis 30                 | I2(t) = I1(t)+∆I+k1·(t-2·t1)                      | 13,0 > 15,0 bis 19,5                  | kges2 = k0+2·k1           | 0,45                      |
| 4. Störung                | 3·t1 ≤ t ≤ 4·t1           | 30 bis 40                 | I3 (t) = I2(t)+∆I+k1·(t-3·t1)                     | 19,5 > 21,5 bis 27,0                  | kges3 = k0+3·k1 = kmax    | 0,55                      |
| Lockdown                  | 4·t1 ≤ t ≤ 8·t1           | 40 bis 80                 | I4 (t) = I3(4·t1); I5(t) = I4(4·t1)-kmax·(t-4·t1) | 27,0 konstant 27,0 bis 5,0            |                           |                           |
| 5. wie 1. Störung         | 8·t1 ≤ t ≤ 9·t1           | 80 bis 90                 | I6(t) = I0(t-8·t1)                                | 5,0 bis 7,5 bzw. 27,0 bis 29,5        | kges4 = k0                | 0,25                      |
| 6. wie 2. Störung         | 9·t1 ≤ t ≤ 10·t1          | 90 bis 100                | I7(t) = I1(t-9·t1)                                | 7,5 > 9,5 bis 13,0 bzw. 29,5 bis 35.0 | kges5 = k0+k1             | 0,35                      |
| Fortsetzung, neuer Beginn | Fortsetzung, neuer Beginn | Fortsetzung, neuer Beginn | Fortsetzung, neuer Beginn                         | Fortsetzung, neuer Beginn             | Fortsetzung, neuer Beginn | Fortsetzung, neuer Beginn |
| ------------------------- | ------------------------- | ------------------------- | ------------------------------------------------- | ------------------------------------- | ------------------------- | ------------------------- |

Die nachfolgende Berechnung für die verschiedenen Lockdown-Varianten beziehen sich auf den letzten k-Wert (= 0,55/d) zum Zeitpunkt des Beginns des Lockdowns.
| Lockdown-Varianten                           | tLD [d]                                          | rLD [1/d]                          |
| 1 harter Lockdown                            | (27-5)/0,55=40                                   | 0                                  |
| 2 leichter Lockdown                          | (30-5)/0,55=45,5                                 | (30-27)/(45,5·27)=2,44·10-3        |
| 3 kritischer Lockdown                        | (35-5)/0,55=54,5                                 | (35-27)/(54,5·27)=5,43·10-3        |
| 4 Katastrophenfall erfordert harten Lockdown | kritischer Lockdown angenommen: (35-5)/0,55=54,5 | 5,43·10-3/[(70-40)·54,5]=9,86·10-3 |
| -------------------------------------------- | ------------------------------------------------ | ---------------------------------- |

## Mikroskopische Betrachtung zu DG-3
Erfolgte bisher eine makroskopische, formale Betrachtung zu DG-3, soll nunmehr das Verhalten mikroskopisch, im Detail bezüglich der Individuen der Population untersucht werden. Es wird eine Population von N = 100 angenommen, wovon I0 = 10 infiziert sind. Letztere infizieren 0,3 weitere Individuen (r = 0,3/d), werden selbst erkannt, registriert und infizieren nicht weiter (Quarantäne, Krankenhaus, Tod).
Für den sogenannten konstanten dynamischen Zustand müssen so viel Infizierte erkannt und die entsprechenden Ketten abgebrochen werden, wie neue Infizierte hinzukommen: 10 + 0,3·10 - 3 = 10! Es gilt also:
{\displaystyle {\frac {\Delta I}{\Delta t}}=0=k_{0}+r\cdot I_{0};k_{0}=-r\cdot I_{0}=-3/d;r=0,3/d;I_{0}=10}.
Werden hingegen von den 10 Infizierten nur k = -2/d (k > k_0) Infizierte erkannt (z. B. infolge mangelndem Kettenabbruch), verbleiben 10 + 0,3·10 - 2 = 11 Infizierte in der Population. Im nächsten Schritt ergeben sich 11 + 0,3·11 - 2 = 12,3 Infizierte. Es ergibt sich eine aufsteigende Folge von Infizierten I(t): 10; 11; 12,3; 13,99; 16,187; 19,0431; 22,75603 usw. Die Folge ∆I(t)/∆t davon lautet 1 [=(1+0,3)0], 1,3 [=(1+0,3)1], 1,69 [=(1+0,3)2], 2,197 [=(1+0,3)3] usw. Daraus folgt der allgemeine Ausdruck zu:
{\displaystyle I_{\text{i+1}}=k+(1+r)\cdot I_{i}} und
{\displaystyle {\frac {\Delta I}{\Delta t}}\equiv {\frac {I_{i+1}-I_{i}}{\Delta t}}=k+r\cdot I_{i}}.
in formaler Übereinstimmung mit DG-3.
Werden k = -4/d (k < k_0) infizierte erkannt (z. B. infolge erhöhten Aufwandes zum Kettenabbruch), verbleiben 10 + 0,3·10 - 4 = 9 Infizierte in der Population. Es ergibt sich eine fallende Folge von Infizierten I(t): 10; 9; 7,7; 6,01; 3,813 und 0,9569. Mit dem nächsten Schritt enthält die Population keine Infizierten mehr. Die Folge ∆I(t)/∆t davon lautet -1 [=-(1+0,3)0], -1,3 [=-(1+0,3)1], -1,69 [=-(1+0,3)2], -2,197 [=-(1+0,3)3] usw. Dieser sogenannte konstante dynamische Zustand ist somit labil, bei einer kleinen Änderung im positiven wie im negativen Sinne bricht die Anzahl der Infizierten I(t) nach oben bzw. unten aus, ist also besser als labile Konstanz zu bezeichnen. Die Zunahme der Infiziertenanzahl infolge unerwarteter Hotspots undisziplinierter Individuen ist wahrscheinlicher als die Abnahme durch überhöhten Kettenabbruch. Bei konstantem k (nachfolgen wieder r = -3/d) trifft gleiches für eine Änderung der Replikationsrate r zu. Für eine größere Replikationsrate (z. B. infolge mangelnder Hygiene) r = 0,35/d ergibt sich die steigende Folge I(t) 10; 10,5; 11,175; 12,08625 usw. und für eine kleinere Replikationsrate (z. B. infolge verbesserter Hygiene) r = 0,25/d die fallende Folge I(t): 10; 9,5; 8,875; 8,09375 usw.
Formal ergeben diese Folgen die allgemeinen Ausdrücke:
{\displaystyle m=1+r,\Delta t=1d,}
{\displaystyle I_{1}=I_{0}+rI_{0}+k=\left({\frac {k}{r}}+I_{0}\right)(1+r)^{1}-{\frac {k}{r}},}
{\displaystyle I_{2}=I_{1}+rI_{1}+k=mI_{1}+k=m^{2}I_{0}+(m+1)k=\left({\frac {k}{r}}+I_{0}\right)(1+r)^{2}-{\frac {k}{r}},}
{\displaystyle I_{3}=I_{2}+rI_{2}+k=mI_{2}+k=m^{3}I_{0}+(m^{2}+m+1)k=\left({\frac {k}{r}}+I_{0}\right)(1+r)^{3}-{\frac {k}{r}},{\text{ usw.}}}
Womit sich als allgemeinen Ausdruck für die Differenzengleichung in Übereinstimmung mit der entsprechenden Differentialgleichung DG-3 ergibt:
{\displaystyle I_{t}=\left({\frac {k}{r}}+I_{0}\right)(1+r)^{t}-{\frac {k}{r}}{\text{ für }}t=0,1,2,\dots }
Die Replikationsrate der Differentialgleichung r1 unterscheidet sich von jener der Differenzengleichung r2 wie folgt:
{\displaystyle r_{1}=\ln(1+r_{2}).}
Kleine Replikationsraten sind nahezu identisch.
Für den harten Lockdown mit r = 0 gilt bei individueller Betrachtung 10 + 0·10 - 3 = 7 und weiter 7 + 0·10 - 3 = 4 usw. Der allgemeine Ausdruck dazu lautet folglich:
{\displaystyle I(t)=I_{0}+k\cdot t{\text{  und  }}{\frac {\Delta I}{\Delta t}}=k},
also infolge k < 0 ein linearer Abfall der Infizierten.
Die Summe Iges ergibt sofort (unstetig!) mit r = 0 die Konstante I0.
Die Realität sieht jedoch anders aus, wie der Daten für Deutschland vom 16. 1. - 15. 2. 2021 belegen. Es ergibt sich statt einer konstanten ersten zeitlichen Ableitung der Infizierten ein linearer Abfall derselben. Also eine Konstanz der zweiten zeitlichen Ableitung:
{\displaystyle {\frac {\Delta I}{\Delta t}}=-361/d^{2}{\text{, }}{\frac {\Delta I}{\Delta t}}|t_{\text{max}}=0{\text{ und }}t_{\text{max}}={\text{ 6. März 2021}}}
mit einem Regressionskoeffizienten von R2 = 0,9893. Diese Situation ist vergleichbar dem klassischen Bremsvorgang (negative Beschleunigung). Hierbei geht der Infiziertenverlauf I(t) stetig in Iges = I0 über (nach unten geöffnete Parabel). Dieser Wert sollte bei tmax erreicht werden, was jedoch infolge des Mutantenanstieges in der Folge vereitelt wurde. Dieses Verhalten ist allgemein verständlich, es fehlt jedoch eine konkrete Begründung desselben.
Die verschiedenen Fälle können wie folgt zusammengefasst werden:
{\displaystyle r{\begin{cases}>0\\k{\begin{cases}>0,&{\text{Fall 1: Zuführung Infizierter, Zunahme}}\\=0,&{\text{Fall 2: exakte exponentielle Zunahme,}}\\<0\\k{\begin{cases}>k_{0},&{\text{Fall 3: (exponentielle) Zunahme,}}\\=k_{0},&{\text{Fall 4: labile Konstanz, Lockdown-light,}}\\<k_{0},&{\text{Fall 5:(exponentielle) Abnahme.}}\end{cases}}\\\end{cases}}\\=0,&{\text{Fall 6: (lineare) Abnahme, harter Lockdown,}}\\<0,&{\text{(exponentielle) Abnahme, hierauf nicht zutreffend.}}\end{cases}}}
Im Verhalten der Infizierten von Deutschland vom Oktober 2020 bis Februar 2021 finden sich
- die exponentielle Zunahme gemäß Fall 2 (3.10.-2.11.2020),
- der Lockdown-light, die labile Konstanz gemäß Fall 4 (2.11.-8.12.2020) und
- die Abnahme im harten Lockdown gemäß Fall 6 (16.1.-13.2.2021) wieder.

## Zusammenfassung der Differentialgleichungen
DG-0:
{\displaystyle {\frac {\mathrm {d} I}{\mathrm {d} t}}=r\cdot I(t)\cdot \left(1-{\frac {I(t)}{N}}\right)}
DG-1:
{\displaystyle {\frac {\mathrm {d} I}{\mathrm {d} t}}=k+r\cdot I(t)\cdot \left(1-{\frac {I(t)}{N}}\right)}
{\displaystyle I_{\text{gesamt}}(t)=I(t)-kt\geq 0} für {\displaystyle k_{0}\leq k<0,t<{\frac {N}{k}}}
DG-2:
{\displaystyle {\frac {\mathrm {d} I}{\mathrm {d} t}}=k+r\cdot I(t)\cdot \left(1-{\frac {I(t)}{N+kt}}\right)}
{\displaystyle I_{\text{gesamt}}(t)=I(t)-kt\geq 0} für {\displaystyle k_{0}\leq k<0,t<{\frac {N}{k}}}
DG-3:
{\displaystyle {\frac {\mathrm {d} I}{\mathrm {d} t}}=k+r\cdot I(t)}
DG-4:
{\displaystyle {\frac {\mathrm {d} I}{\mathrm {d} t}}=r\cdot I(t)\cdot \left(1-{\frac {I(t)+m\cdot t}{N}}\right)}

## Schlussfolgerungen
Es ist möglich, den Infiziertenverlauf gemäß dem sehr einfachen SI-Modell eingebettet als Regelstrecke in einem Regelkreis zur Bekämpfung der Infektion zu einem linearen Verlauf als zeitlich konstante Belastung der Gesellschaft im Allgemeinen zu zwingen, ein Verhalten, das sich bei dem Infiziertenverlauf in Deutschland bestätigt.
Allein Infektionen gemäß SI-Modell durchlaufen eine einzige (gefährliche) Welle bis zur Infizierung der gesamten Population. Mittel zwangsweisem Infektionskettenabbruch ist es möglich über eine längere Zeitspanne einen nahezu „stabilen Zustand“ ({\displaystyle \mathrm {d} I/\mathrm {d} t\approx {\text{constant}}}, d. h. linearer Anstieg) zu erhalten, wobei der Infektionskettenabbruch und die Hygienemaßnahmen als Regelgrößen fungieren. Die vollständige Infizierung wird dadurch nicht verhindert, jedoch erheblich verzögert, um Zeit zu gewinnen für anderweitige Bekämpfung (z. B. Impfung) der Infektion. Infolge diverser, nicht zu eliminierender Totzeiten (u. a. der Inkubationszeit der Infektion) muss nach einem (zufälligen) Anstieg der Infektionszahl stärker gegengesteuert werden, als dem stabilen Wert entspricht. Auf diese Weise erfolgt die Einstellung der Stellgrößen als Antwort auf die Regelgröße dI/dt nicht stetig, sondern sprunghaft (mehr oder weniger Zwang), ein Verhalten, was der Strecke/Gesellschaft schwer zu vermitteln ist. Eine kurzzeitige Störung des stabilen Zustandes führt zu einer dauerhaften höheren Belastung zur Erhaltung eines neuen stabilen Zustandes, was in der Folge zu einem stufenweisen Anwachsen der Infiziertenzahlen führt (Folge linearer Anstiege zunehmender Steigung). Ein Rückgang auf das niedrigere Niveau ist nicht möglich! Da der Mehraufwand begrenzt ist (z. B. Bettenanzahl der Kliniken, Nachverfolgung der Infektionsketten) kann ein weiteres Wachstum nur durch Senkung der Replikationsrate r erzwungen werden (also Lockdown!). Ein Rückgang auf ein niedrigeres Niveau ist nur durch Immunisierung, z. B. Impfung, möglich. Das stufenweise epidemische Verhalten sowie das mehrfache Wechselspiel von Welle und Lockdown und verschiedene Varianten des Lockdowns lassen sich mit diesem einfachen Ansatz insbesondere qualitativ, weniger quantitativ, erklären.
Mit den dargelegten Erweiterungen des SI-Modells tangieren bzw. überlappen diese Modellierungen die nachfolgend genannten Modelle. Zur Präzisierung der Schlussfolgerungen und Aussagen ist vorgenanntes Szenarium auf diese höherwertigen Modelle zu übertragen.